# The Barrens (film)

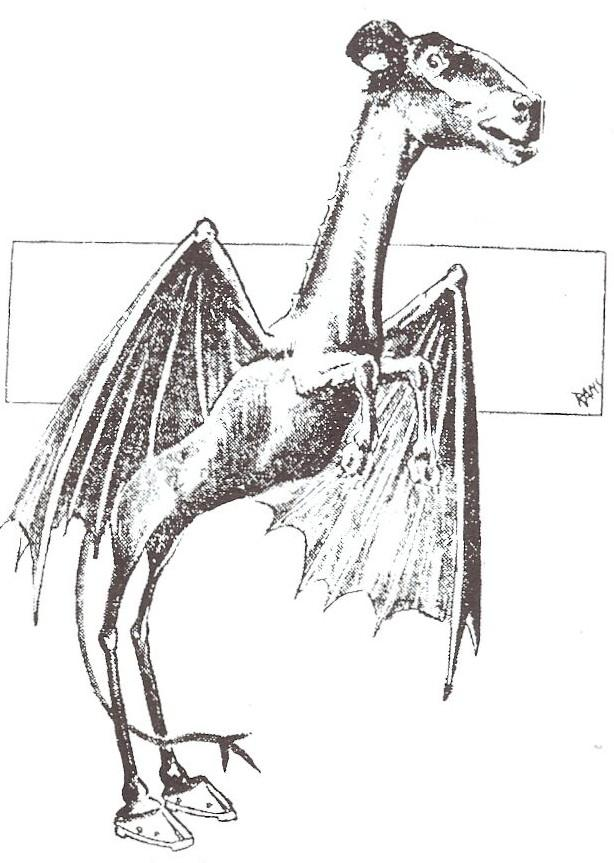
Un desen din 1909 cu Diavolul din Jersey

The Barrens este un film de groază american scris și regizat de Darren Lynn Bousman în care interpretează Stephen Moyer. A avut premiera pe 28 septembrie 2012.

## Povestea
Un barbat (Stephen Moyer) își ia soția (Mia Kirshner) și pe cei doi copii ai săi într-o excursie în Pine Barrens, New Jersey, unde este convins ca sunt urmăriți de legendarul monstru Diavolul din Jersey.

## Distribuție
- Stephen Moyer este Richard Vineyard
- Mia Kirshner este Cynthia Vineyard, soția lui Richard
- Erik Knudsen este Ryan
- Demore Barnes este Deputy Ranger
- J. LaRose este Park Ranger
- Chantelle Chung este  Laura
- Allie MacDonald este Sadie Vineyard
- Peter DaCunha este Danny Vineyard